# James Bingham
James Bingham (23 de gener de 1925 - 8 de desembre de 2009), va ser un pintor de Belfast. Va passar trenta anys a Londres treballant com a compositor amb el seu germà. L'any 1967 va tornar a Belfast, on va conèixer a Belén Daniel O'Neill. Es van fer amics i, a partir de 1968, va treballar amb O'Neill en el seu estudi. Bingham va morir a Belfast l'any 2009, després d'una llarga malaltia